# Robín de los bosques (película de 1922)
Robín de los bosques (Robin Hood) es una película estadounidense dirigida por Allan Dwan en 1922. Está interpretada por Douglas Fairbanks, Wallace Beery, Enid Bennett y Alan Hale, Sr.

## Sinopsis
Tras abrirse la película con los versos: “So fleet the works of men / Back to their earth again / Ancient and holy things / Fade like a dream” (“Rápidas fueron las obras de los hombres. Volvieron de nuevo a su tierra y lo antiguo y lo sagrado… se desvaneció como un sueño”), se ve como, en plena Edad Media, el Rey Ricardo I "Corazón de León" decide irse a participar en las Cruzadas y ponerse al frente de su ejército. Con él marcha el caballero Huntingdon, que deja atrás a su amada, Lady Marian. Al frente del reino deja el rey a su hermano menor Juan sin Tierra, quien se apodera del trono. Muy pronto, hace que la idílica Inglaterra se convierta en un lugar cruel y brutal, sumido en las tinieblas. Avisado por su amada, Huntingdon regresa desde Francia, donde acampan las tropas reales, a su patria. Pero ante la situación que encuentra, y creyendo que Lady Marian se ha suicidado arrojándose por un precipicio al huir de los guardias y del ejército del príncipe Juan, se une a los que quieren derrocar al malvado tirano amenazador, se refugia en el Bosque de Sherwood y se convierte en su líder, pasando a llamarse Robin Hood. Ricardo logra salvar la vida de un intento de asesinato cometido por el traidor Guy de Gisbourne y regresa a Inglaterra. Se une a la banda de Robin, y juntos consiguen vencer al príncipe Juan, arrestándolo. Finalmente, Robin se reencuentra con Lady Marian, quien en realidad se había ocultado en un convento, y contraen matrimonio.

## Crítica
“La exposición del tema tiene un desarrollo muy lento (a ojos modernos), hasta llegar a la mitad de la proyección, cuando el tempo se acelera, para volver a resultar aburrido y cansino, hasta llegar a la secuencia final en que todo es acción.” (Historia del Cine).

## Miscelánea
Se trata de la primera gran producción cinematográfica rodada en torno a la figura de Robin Hood.
Fue protagonizada por una de las estrellas más rutilantes del cine estadounidense de acción de los años veinte, Douglas Fairbanks, un auténtico acróbata de la gran pantalla. Sus grandes dotes físicas le permitieron llevar a cabo las escenas de riesgo, prescindiendo para ello de dobles.
El guion de la película fue escrito por el propio Fairbanks, aunque utilizó el seudónimo de Elton Thomas. La dirección corrió a cargo de Allan Dwan.
Fue la producción más cara de la época, con un coste de casi un millón de dólares de presupuesto. Una gran parte del mismo fue destinado a la construcción del mayor decorado edificado en Hollywood para una película de cine mudo. Se trataba de un imponente castillo diseñado por Lloyd Wright, hijo del célebre arquitecto Frank Lloyd Wright.
Dada la magnitud y grandiosidad que alcanzó la película, fue la primera que contó con un estreno de gala en la historia de Hollywood. El acto tuvo lugar en el Teatro Egipcio de Grauman.
Definitivamente, esta película resultó ser la gran catapulta que lanzó al éxito a Douglas Fairbanks como una de las estrellas más destacadas de Hollywood.
Como dato anecdótico cabe señalar que este largometraje estuvo integrado dentro de la lista de películas perdidas del cine mudo hasta que, en los años sesenta, se logró recuperarla.

## Reparto
| Actor/Actriz                   | Personaje (según los títulos de crédito originales) |
| ------------------------------ | --------------------------------------------------- |
| Douglas Fairbanks              | Conde de Huntingdon/Robin Hood                      |
| Wallace Beery                  | Ricardo Corazón de León                             |
| Sam de Grasse                  | Príncipe Juan                                       |
| Enid Bennett                   | Lady Marian Fitzwalter                              |
| Paul Dickey                    | Sir Guy de Gisbourne                                |
| William Lovery                 | Sheriff de Nottingham                               |
| Roy Coulson                    | El bufón del rey                                    |
| Billie Bennett                 | Sirviente de Lady Marian                            |
| Merrill McCormick Wilson Benge | Esbirros del príncipe Juan                          |
| Willard Louis                  | El fraile Tuck                                      |
| Alan Hale, Sr.                 | Little John                                         |
| Maine Geary                    | Will Scarlet                                        |
| Lloyd Talman                   | Alan-A-Dale                                         |

|  |  |  |